# ラナーク郡
ラナーク郡（ラナークぐん、英：Lanark County）は、カナダのオンタリオ州東部に位置する地方行政区のひとつ。ラナーク・カウンティとも呼ばれる。行政府である郡庁所在地はパース（Perth）に置かれている。ラナークの名は英国スコットランドの町ラナークから取って名付けられた。
ラナーク郡は小さなコミュニティが集まってできており、代表的な町はパース、カールトンプレイス、ミシシッピミルズ、スミスフォールズなどがある。
オンタリオ州東部を流れるテイ川にあるパースは「オンタリオ州で最も美しい街」（"Prettiest Town in Ontario"）として知られている。スミスフォールズはリドー運河の中心に位置し、ラナーク郡では最も大きな町。ミシシッピ川が流れるカールトンプレイスは、ハイテク産業が急速に伸びている地域で、シリコンバレー・ノース（"Silicon Valley North"）としても知られる。

## 地理
カナダ統計局によるとラナーク郡の総面積は2,979 km²（1,150 mi²）。カナダを代表する2大都市トロントとモントリオールの中間に位置し、首都オタワからも車で1時間ほど。きれいな田園風景が広っており、100以上もの湖がある。

## 経済
オンタリオ州ではメイプルシロップの生産量が最も多い地域の1つで、自称「"The Maple Syrup Capital of Ontario"」。

## 産業
木材業、繊維工業、観光

## 市と町
- ベックウィズ （Beckwith）
- カールトンプレイス （Carleton Place）
- ドラモン・エルムズレイ （Drummond/North Elmsley）
- ラナークハイランズ （Lanark Highlands）
- ミシシッピミルズ （Mississippi Mills）
- モンタージ （Montague）
- パース （Perth）
- テイバレー （Tay Valley）

- スミスフォールズ （Smiths Falls）：行政管轄外